# Micrófono unidireccional
Los micrófonos unidireccionales o direccionales son aquellos micrófonos muy sensibles a una única dirección y relativamente sordos a las restantes. 
Su principal inconveniente es que no dan una respuesta constante: son más direccionales si se trata de frecuencias altas (agudos) que si son de bajas (graves), ya que la direccionalidad del sonido, como de todo tipo de ondas (ya sean mecánicas o electromagnéticas), depende de su frecuencia.
Su principal ventaja es que permite una captación localizada del sonido. Normalmente, se utilizan acoplados a jirafas de sonido
Dentro de los micrófonos direccionales se hallan diferentes tipos:
- Micrófono cardioides: Muy sensibles a los sonidos provenientes por el frente y muy poco sensibles a los que le llegan por detrás.

- Micrófono supercardioide: Lóbulo frontal más prominente que el cardioide, pero menos que el hipercardioide. Mayor sensibilidad posterior que el cardioide, pero menor que el hipercardioide.

- Micrófono hipercardioide: Lóbulo frontal más prominente que el cardioide o el supercardioide, pero recoge más sonido por su parte posterior que el cardioide y el supercardioide

Existen determinados diseños que acentúan la direccionalidad de los micros con este tipo de cápsulas. Por ejemplo, aprovechar un reflector paraboloide para concentrar las ondas sonoras hacia un micrófono (micrófono parabólico). También aprovechar las cancelaciones o reforzamiento de las fases como sucede en los micrófonos de interferencia.